# فدراسیون موتورسواری و اتومبیل‌رانی ایران
فدراسیون موتورسواری و اتومبیل‌رانی جمهوری اسلامی ایران یک سازمان مردم‌نهاد در ایران است که امور مربوط به رشته‌های ورزشیِ موتورسواری و اتومبیل‌رانی در ایران را اداره می‌کند.

## تاریخچه
برگزاری مسابقات اتومبیل‌رانی در ایران به اوایل دههٔ ۱۳۳۰ هجری شمسی برمی‌گردد. بعد از انقلاب ۱۳۵۷ ایران و پس از ۱۰ سال وقفه در امر برگزاری مسابقات اتومبیل‌رانی در ایران، فدراسیون اتومبیل‌رانی در سال ۱۳۶۹ در کنار فدراسیون موتورسواری تشکیل شد و از آن سال به‌بعد با نام «فدراسیون موتورسواری و اتومبیل‌رانی» به فعالیت پرداخت. در سال ۱۳۷۳ نیز، بعد از تلاش‌های مستمر مسئولان فدراسیون، پیست اتومبیل‌رانی مخصوصی در مجموعهٔ ورزشی آزادی تهران احداث شد و از سال ۱۳۷۴ نیز این فدراسیون به‌طور رسمی به عضویت فدراسیون بین‌المللی اتومبیل‌رانی (فیا: FIA) درآمد. در حال حاضر، مسابقات اتومبیل‌رانی در چهار رشتهٔ سرعت (رِیس) رالی، مارپیچ (اسلالوم)، تپه‌نوردی (هیل کلایم) و امدادی در ایران برگزار می‌شود.

## ساختار سازمانی
- هیئت‌رئیسهٔ فدراسیون[۱]
- کمیته‌های ستادی[۲]
- هیئت‌های استانی[۳]